# 구완동 상감청자 가마터
구완동 상감청자 가마터(舊完洞 象嵌靑磁 窯址)는 대전광역시 중구에 있는 가마터이다. 1997년 11월 7일 대한민국의 대전광역시의 기념물 제35호로 지정되었다.

## 개요
고려말에서 조선초에 걸쳐 상감청자와 분청사기를 굽던 가마 2기가 발견되었다. 1호가마는 아궁이 부분이 전혀 남아 있지 않고 바닥만 일부 남았는데 길이는 약 12m이다. 내벽 너비는 평균 100cm이며, 바닥면 경사도는 11° ~ 13°이다. 2호가나는 아궁이에서 굴뚝까지 거의 완전하게 남아 있어 전체길이는 25m이다. 내벽의 너비는 110 ~ 140cm이고 경사도는 평균 20°로 1호보다 가파르다. 가마는 생토를 깍아 그 흙으로 가마 외벽을 쌓는 재료로 활용하였으며, 아궁이를 배치하기 위해 깊이 파낸 부분에는 폐기물을 버려 평탄화한 뒤 활동공간으로 삼았다. 가마 좌우의 활동공간이 경사가 가파르고 잡석이 많은 것을 보완하기 위하여 가마벽 우측에 약간의 폐기물 퇴적과 함께 잡석을 일정 간격으로 배치하여 계단으로 활용하였다. 출토유물은 대접·접시가 가장 많았고, 잔·소완·매병·항아리·마생배 등도 있다. 그 중에서 '내(內)·자(資)·집(執)·용(用)'의 글이 찍힌 인화문계 분청사기 파편이 있어, 왕실에 납품하는 도자기도 생산했음을 알 수 있다.

## 같이 보기
- 청자

## 참고 자료
- 구완동 상감청자 가마터 - 국가유산청 국가유산포털